# سيلسو كابديفيلا
سيلسو كابديفيلا (بالإسبانية: Celso Capdevila)‏ هو مدرب كرة قدم ولاعب كرة قدم باراغواياني في مركز حراسة المرمى، ولد في 14 مارس 1984. لعب مع سبورتيفو إيطاليانو ‏.

## وصلات خارجية
- سيلسو كابديفيلا على موقع Soccerway.com (الإنجليزية)